# Retrato de Catharina Hooghsaet
El Retrato de Catharina Hooghsaet (1607–1685) es una pintura de 1657 del pintor de la Época dorada holandesa Rembrandt.

## Pintura
Esta pintura fue documentada por Hofstede de Groot en 1915, quien escribió:
"652. CATHARINA HOOGHSAET (1607 -después de 1657). Sm. 546. Y Suppl. 32 ; Bode 247 ; Dut. 216 ; Wb. 234 ; B.-HdG.  454.
De cuerpo entero; tamaño natural. Se sienta en un sillón, en el que tiene ambos brazos extendidos; está girada a la izquierda y mira en esa dirección. 
Lleva un pañuelo en la mano derecha. Lleva el vestido negro de la mujer de un ciudadano, con un cuello blanco plano sencillo y una cofia blanca, cubriendo 
su cabello, el cual está suavemente peinado hacia atrás. A su lado, a la izquierda hay una mesa con una alfombra turca que tiene un patrón rojo. Por encima de la mesa un anillo de metal con un loro cuelga de un soporte fijado a la pared. Incluso con luz diurna. Fondo oscuro.
Firmado a la izquierda en la parte superior izquierda en dos etiquetas en el soporte de la pared " Catrina Hooghsaet, out 50 jaer, Rembrandt 1657"; tela, 49 1/2pulgadas por 38 1/2 pulgadas. Mencionado por Vosmaer, p. 557; Bode, pp. 516, 590; Dutuit, p. 47; Michel, p. 558 [433]; Waagen, ii. 336; Moes, Núm. 3684. Exhibido en la British Institution, Londres, 1851, Núm. 52; en la Exposición de Invierno de la Real Academia 1873, Núm. 137, y 1899, Núm. 75 en la Grafton Gallery, Londres, 1911, Núm. 60.
Venta. Señor Le Despencer, Londres, 1831 (£178: 10s.). En posesión del comerciante londinense Peacock, 1842. Ventas. E. Higginson de Saltmarsh Castle, Londres, 4 de junio de 1846 catálogo de 1842, Núm. 39 (£798, Turner, comprado en). E. Higginson, Londres, 1860 (£777, Farrer). En la colección de Señor Penrhyn, Penrhyn Castle."
La pintura es inusual para un retrato porque presenta una mascota. Catharina está mirando a su loro mascota con una mirada satisfecha que incitó a Horst Gerson a remarcar que su animada comunión con su pájaro mascota sería un tema interesante para un libro sobre Rembrandt y los animales. La biografía de Catharina Hooghsaet fue escrita en 2014 y en el momento en que fue retratada, tenía cincuenta años y vivía separada de su marido.
Catharina lleva el sobrio vestido negro de la comunidad menonita pero la seda de su atuendo, la horquilla de oro, el anillo y el ceñidor dorado y perlas de su cofia indican su riqueza. El mismo año que encargó el retrato redactó su testamento y nombró a varias sobrinas y sobrinos y sumas para los pobres tanto de la comunidad menonita como de la comunidad Reformada. El retrato de Rembrandt se lo dejó a su hermano junto con 2.000 florines, y el loro se lo dejó a Giertje Crommelingh.

## Venta en 2015
La pintura fue prestada a la Galería Nacional en 2014 para una exposición sobre las últimas obras de Rembrandt, viajó al Rijksmuseum al año siguiente. Luego pasó a propiedad de Penrhyn Castle y fue vendida poco después. La pintura iba a ser vendida a un coleccionista privado fuera del Reino Unido por 35 millones de libras en septiembre de 2015 pero no había recibido una licencia de exportación todavía en octubre. Desde 2016 la pintura se encuentra en exhibición en el Museo Nacional de Cardiff.